# Ernesto Rojas
Jairo de Jesús Calvo Ocampo más conocido por su alias Ernesto Rojas (Manizales, 26 de marzo de 1949-Bogotá, 15 de febrero de 1987), político y guerrillero colombiano, comandante del Ejército Popular de Liberación (EPL).

## Biografía
Nació en Manizales (Caldas) y criado en Cartago, Valle del Cauca. Se vinculó desde temprana edad a la Juventud Comunista Colombiana junto a su hermano Óscar William Calvo. De ahí pasó en 1966 al Partido Comunista de Colombia - Marxista Leninista, de orientación maoísta, donde fue destacado para el trabajo político en el brazo armado del Partido: el Ejército Popular de Liberación del cual fue designado comandante en 1970. Fue detenido en 1975 y juzgado por un Consejo Verbal de Guerra. Encarcelado en Medellín y en la Isla Gorgona. Con el levantamiento temporal del Estado de sitio volvió a la libertad y a la clandestinidad. Fue mando destacado del EPL y participó como vocero de esta organización militar en las conversaciones de paz con el gobierno de Belisario Betancur el 23 de agosto de 1984 firmando los Acuerdos de Corinto, Hobo y Medellín junto al M-19 en el Museo Zea de Medellín, ordenando el Cese al Fuego, reuniendo a 20000 personas en la Plaza Berrío de Medellín. Ante la crisis de los acuerdos el EPL formó la Fuerza Conjunta con el M-19 en el suroeste de Antioquia, que tras la Toma del Palacio de Justicia por el M-19 realizó la Toma de Urrao (Antioquia) el 18 de noviembre de 1985.  Días después su hermano Oscar William es asesinado en Bogotá en noviembre de 1985 y rota la tregua de los Acuerdos de Paz. Su hermano Héctor, alejado de cualquier actividad política es asesinado en enero de 1986, y herida su hermana Luz Estela Calvo. Realizó trabajo internacional en 1986 en Cuba, Vietnam, Libia y El Salvador, con la Coordinadora Nacional Guerrillera perteneció al Estado Mayor de esta junto al M-19, el ELN, el MA Quintín Lame y apoyó la expulsión del Comando Ricardo Franco de la organización.
Propuso junto a otros actores políticos de la vida nacional, la Asamblea Nacional Constituyente, finalmente realizada en 1991, y que permitió la desmovilización del 95% del EPL.

“Lucharemos y trabajaremos porque en Colombia realmente se establezca la paz y la democracia”
Jairo Calvo Ocampo

## Muerte
El 15 de febrero de 1987 fue detenido en Bogotá por la Policía Nacional cuando pretendía dirigirse desarmado a una reunión política. Fue torturado y posteriormente presentado como muerto en combate por el Ejército Nacional. Varios frentes y asambleas guerrilleras llevaron en tributo su nombre, como los denominados Comandos Ernesto Rojas.